# 사카모토 류지
사카모토 류지(일본어: 坂本 竜司)는 2016년 비디오 게임 《페르소나 5》의 주요 등장인물 중 하나이다. 류지는 페르소나 캡틴 키드가 각성된 후 마음의 괴도단의 창립 괴도단원 중 한 명이 되며, 괴도단의 코드네임으로는 스컬(Skull)를 사용한다.
류지는 게임 내 적 중 한 명인 카모시다 스구루에게 신체적 학대를 당하며 괴롭힘당하는 학생이다. 류지는 주인공인 조커와 함께 이세계에 들어서고 결국 카모시다를 포함한 부패한 사람과 학대자에게 맞서 싸울 싸울 힘을 얻게 된 후 조커와 합류한다. 류지의 페르소나는 결국 제천대성으로 변한다. 류지는 일본어로는 미야노 마모루가, 영어로는 맥스 미틀먼이 목소리를 연기했다.
페르소나 5에서의 그의 역할은 전반적으로 엇갈린 평가를 받았으며, 게임에서 인기가 그다지 없는 캐릭터로 꼽히지만 일부 팬은 류지가 그렇게 낮은 순위에 오른 것에 놀라움을 표했다. 특히 코믹한 폭력을 통한 코믹 릴리프로서의 류지의 대우는 비판을 받았으며, 작가 케네스 셰퍼드는 류지가 진지하게 다뤄지는 학대의 피해자임에도 불구하고 코믹한 폭력의 피해자가 되는 경우가 너무 많다는 점이 류지의 진지한 면모를 약화시킨다고 지적했다.

## 컨셉과 제작
사카모토 류지는 디자이너 소에지마 시게노리가 페르소나 5에 등장시키기 위해 제작되었으며, 류지의 정체를 숨기기 위해 괴도단 닉네임 스컬을 사용했다. 감독 하시노 카츠라는 류지를 "장난기 있는 성격"으로 묘사했다. 아티스트 시마다 아즈사는 류지를 정확하게 그리기 어렵다고 생각했으며, 너무 잘생기지도 너무 편안해 보이지도 않게 그리는 것이 어려웠고, 그 후 류지를 그렸을 때 정확하게 어떤 방향인지 알아보지 못했다. 소에지마 역시 류지를 그리는 것이 가장 어렵다고 느꼈으며, 류지의 디자인을 서둘러 애니메이션 회사에 제공했고, 오리베 하나코를 기반으로 한 컨셉 아트가 돌아왔을 때 요구했던 류지인지 알아보지 못했다고 말했다. 류지의 페르소나는 캡틴 키드이며, 캡틴 키드가 각성하면 결국 제천대성이 된다. 제천대성을 류지의 각성 페르소나로 선택한 것은 그의 성격과 배경을 포함한 여러 요인 때문이었다. 또한 제천대성이 일본에서 가장 유명한 묘사에서 금발 원숭이라는 점 때문에 선택했다고 밝혔다. 캡틴 키드가 배를 타고 제천대성이 구름을 타는 것과 유사하다는 점도 요인이었다.
류지는 일본어로는 미야노 마모루가, 영어로는 맥스 미틀먼이 목소리를 연기했다. 미틀먼은 오디션을 보지 않았지만, 아틀러스로부터 페르소나 5의 목소리를 연기할 기회를 받았고, 게임에서 역할을 맡기 위해 제출했다. 미틀먼은 《진 여신전생 IV FINAL》에서 할렐루야 역을 연기한 후 아틀러스에게 발탁되었다. 아틀러스는 그가 류지에게 잘 어울릴 것이라고 느꼈고, 그 외에 다른 누구도 류지의 목소리를 연기할 수 없다고 말했다. 미틀먼은 자신에게 조커 또는 류지 역할만 주어졌을 것이라고 추측했으며, 류지 역할로 뽑히기를 바랐다. 목소리 연기 중에 감독은 그가 하고 싶은 대로 하도록 허락했지만, 미틀먼은 그들이 자신이 하고 싶은 대로 하기를 원했기 때문인지 아니면 일본어 연기를 잘 맞췄기 때문인지 확실하지 않았다. 미틀먼은 류지가 얼마나 "폭발적"이었는지, 그리고 류지의 분노가 얼마나 정당했는지 때문에 류지의 목소리를 연기하는 것을 얼마나 즐겼는지 이야기했다. 연기하며 류지에게 자신을 많이 투영했다고 말했는데, 류지가 공감할 수 있는 캐릭터라고 생각했기 때문이다. 미틀먼은 목소리를 연기한 캐릭터 중 누구와 가장 관련이 있다고 생각하는지 질문받았을 때, 권위에 반항하려는 욕구와 함께 성장한 것에 공감했기 때문에 류지를 선택했다.
《페르소나 3 댄싱 문 나이트》의 류지 시나리오 작가이자 안무가인 코바야시 텟페이는 류지를 《여신전생 페르소나 3》의 이오리 준페이와 비교하며, 둘의 비슷한 성격과 유 저리가 류지와 준페이 모두의 모션 캡처를 수행했다는 사실 때문에 둘의 춤 스타일이 너무 비슷해지지 않도록 하는 것이 얼마나 어려웠는지 이야기했다. 코바야시는 류지의 성격이 준페이의 성격에 비해 비교적 새로웠고, 개발팀은 이 게임에서 어떤 특성을 개발할지 논의했다고 말했다. 그들은 류지가 비행 청소년이라는 점에 너무 집중하고 싶지 않았는데, 이는 《여신전생 페르소나 4》의 타츠미 칸지와 너무 비슷할까 봐 걱정했기 때문이며, 칸지 역시 《여신전생 페르소나 4 댄싱 올나이트》에서 저리가 연기했다. 그는 류지를 낙오자 같은 느낌이 들지만 여전히 진지하고 열정적이며, 그것이 류지의 춤에 반영되기를 원한다고 말했다. 류지와 모르가나의 파트너 춤에서 류지는 에어 기타를 연주한다. 이 아이디어는 저리의 제안으로 고안되었다.

## 등장
류지는 2016년 페르소나 5에서 마의 괴도단의 초기 괴도단원 중 한 명으로 처음 등장했다. 이후 확장된 재출시판인 《페르소나 5 로열》에도 등장한다. 나중에 《페르소나 5 스크램블 더 팬덤 스트라이커즈》, 《페르소나 Q2 뉴 시네마 래버린스》, 《페르소나 3 댄싱 문 나이트》, 《페르소나 5 택티카》, 《페르소나 5: 더 팬텀 X》 등의 여러 스핀오프작에도 등장한다. 댄싱 스타 나이트에서 류지는 《용과 같이》 시리즈의 고다 류지를 기반으로 한 의상과 《진 여신전생 II》의 알레프를 기반으로 한 의상을 포함한 여러 대체 의상을 가지고 있는데, 후자의 경우 게임에 존재하지 않는 의상의 뒷면을 만들어야 했다.

## 평가
류지는 페르소나 5에 등장한 이후 엇갈린 평가를 받았다. 류지는 가장 좋아하는 페르소나 5 로열 캐릭터 설문조사에서 뒤에서 두 번째였는데, 이는 Rock, Paper, Shotgun 작가 카안 세린을 충격에 빠뜨렸고, 세린은 류지의 순위가 팬들에게 강한 반응을 불러일으켰다고 말했다. 류지의 영어 성우가 서양에서 더 인기 있게 만드는 데 도움이 되었을 것이라고 제안했다. 그러나 류지의 캐릭터화는 다른 사람에게 비판받았다. 《디 A.V. 클럽》 작가 클레이턴 퍼덤은 류지의 원형이 이해되지 않으며, 이 때문에 류지의 서사가 혼란스럽게 되었다고 느꼈다. USgamer 작가 캐티 맥카시는 그가 이전에 각각 여신전생 페르소나 3와 여신전생 페르소나 4의 이오리 준페이와 하나무라 요스케에게 사용된 원형을 거부했다고 느꼈다. 맥카시는 이 원형이 "시끄럽고 짜증난다"고 말했지만, 류지의 성격은 그 이상으로 발전했으며 거칠었던 배경을 언급하며 친구들과 정의를 생각하는 "착한 아이"라고 불렀다. Kotaku 작가 아만다 여는 페르소나 5의 첫 플레이에서 류지에 대한 부정적인 팬 반응 때문에 류지를 싫어할 것이라고 예상하며, 류지가 분노를 살 만한 중요한 일을 했을 것이라고 생각했다. 여는 여성과 모르가나와의 상호작용을 포함하여 류지를 싫어하게 만들 수 있는 여러 특성이 있다고 언급했지만, 역으로 "솔직하고 정직하며 충성스럽고 불의에 맞서 목소리를 낼 용의가 있는" 인물이라고도 불렀다. 여는 니지마 마코토와 류지를 비교하며, 일부 팬이 류지를 좋아하는 사람들은 마코토를 싫어하고 그 반대도 마찬가지라고 믿는다고 언급했다. 처음에 마코토를 차갑다고 생각하여 싫어했지만, 류지처럼 발전하면서 그녀를 이해하게 되었다. Fanbyte 작가 케네스 셰퍼드는 페르소나 5가 류지를 대부분의 자학적인 신체 코미디로 사용하는 경향을 비판하며, 류지가 신체적 학대의 피해자라는 점이 그러한 경향을 부정적으로 보이게 한다고 주장했다. 이것이 류지의 존엄성을 떨어뜨리고 류지의 학대를 경시한다고 느꼈다. Screen Rant 작가 존 티베츠는 류지의 역할이 코믹 릴리프로 너무 많이 전락되어 《페르소나 5 스크램블 더 팬덤 스트라이커즈》와 류지 자신을 모두 훼손한다고 느끼며 실망감을 표했다. 코노에 아키라 캐릭터가 류지와 대비되었어야 한다고 느꼈고, 개발팀이 류지를 단지 농담 캐릭터로만 관심 있어 보인다고 비난했다.
Kotaku 작가 리아 타이텔바움은 류지와 조커 사이의 낭만적인 관계가 없는 것이 아쉬웠다고 느꼈는데, 류지가 조커의 잠재적인 로맨스 상대보다 조커와 더 깊은 감정적 유대감을 가지고 있다고 느꼈기 때문이다. 그들은 게임이 둘 사이의 관계를 피하는 것은 시리즈가 동성애 혐오 문제를 가지고 있기 때문이라고 보았으며, 페르소나 5의 두 명의 "포식적인" 게이 남성과 페르소나 4의 캐릭터 하나무라 요스케가 주인공 나루카미 유에게 사랑을 고백하는 장면이 삭제된 것을 인용했다. 타이텔바움은 스태프의 변화, 특히 감독 하시노 카츠라의 도입이 시리즈가 덜 진보적으로 변한 원인이라고 주장했다. 작가 마틴 이반치치는 류지의 언어적 특성이 "캐주얼/비격식 방언"의 대표적인 예시로 작용한다고 논의하며, "젊고, 시끄럽고, 활기차며, 속어와 욕설로 가득 차 있다"고 묘사했다. 그는 류지의 속어와 욕설 사용이 감정적이고 반항적인 성격을 강조하며, 더 예의 바르고 존경심이 있는 일본 사회와 대비된다고 제안했다. 작가 데이비드 다니엘 히베이루 다 실바는 윌리엄 키드를 류지와 연관시킨 선택에 대해 논의하며, 캡틴 키드가 비도덕적으로 행동하면서도 도덕적 규범을 가지고 있는 것처럼 보이는 이중성 때문에 류지의 성격을 반영한다고 언급했다. 또한 류지의 다양한 특징들을 지적했는데, "무뚝뚝하지만 친절한" 성격, 폭력과 미성숙에 의존하는 경향, 범죄를 저지르더라도 다른 사람들을 보호하려는 욕구 등을 비교 지점으로 들었다. 그리고 그들의 비슷한 배경, 즉 둘 다 아버지 없이 자랐다는 점도 논의했다.
류지의 신발 한 켤레는 대한민국에서 욱일기 문양으로 보여 논란이 되었다. 욱일기는 일본이 대한민국에 저지른 전쟁 범죄 때문에 한국인에게 부정적인 의미를 지닌다. Kotaku 작가 브라이언 애쉬크래프트는 욱일기의 존재가 전쟁 범죄와의 연관성을 나타내기보다는 류지가 폭주족 서브컬처에 속하는 양키임을 나타낸다고 지적했다.